# Соловьёв, Сергей Вячеславович
Сергей Вячеславович Соловьёв (3 апреля 1978, Ленинград, СССР) — российский футболист, нападающий.

## Биография
Воспитанник СДЮШОР «Зенит» СПб. После окончания школы перешёл в латвийский клуб «Сконто» Рига, в котором играл в 1997—1999 годах. В 2000 году выступал за рижский ФК полиции. В 2001 году играл за петербургский СКА в первенстве ЛФЛ. В 2002 — первой половине 2003 года выступал за БСК Спирово во втором дивизионе, затем перешёл в «Петротрест», с которым в 2004 году вышел в первый дивизион. Затем играл за петербургский любительские клубы «Алые паруса» (2006) и «Нева-спорт» (2007—2008).

## Достижения
- Чемпион Латвии (3): 1997, 1998, 1999
- Обладатель Кубка Латвии (2): 1997, 1998
- Финалист Кубка Латвии: 1999